# Strychnos maingayi
Strychnos maingayi är en tvåhjärtbladig växtart som beskrevs av Charles Baron Clarke. Strychnos maingayi ingår i släktet Strychnos och familjen Loganiaceae. Inga underarter finns listade i Catalogue of Life.